# Den nezávislosti: Nový útok
Den nezávislosti: Nový útok (v originále Independence Day: Resurgence) je americký akční film z roku 2016 režiséra Rolanda Emmericha, který se také podílel na scénáři spolu s hlavním scenáristou Deanem Devlinem. Film je pokračováním prvního dílu z roku 1996.

## Děj
Film se odehrává dvacet let po ničivé mimozemské invazi z prvního dílu. Organizace spojených národů vytvořila Zemskou Vesmírnou Obranu (anglicky ESD), globální obranný a výzkumný program využívající mimozemšťanskou technologii jako obranu proti hrozbám z vesmíru. Tyto hlavní obranné síly byly zřízeny na orbitě Země, Měsíci, Marsu a Saturnově měsíci Rhea. Oblast 51 v Nevadě se stala velitelstvím této obrany.
Svět se připravuje na oslavu dvacátého výročí porážky vetřelců. Mezitím se však ředitel ESD David Levinson (Jeff Goldblum) ve Střední Africe setkává s doktorkou Catherine Marceauxovou (Charlotte Gainsbourg) a válečníkem Dikembem Umbutuem, který jej dovede do mimozemské lodi, která zde při invazi přistála a už neodletěla. Uvnitř zjistí, že loď vysílá nouzové volání. Kromě toho se doktor Oblasti 51 Brackish Okun probudí z dvacetiletého kómatu, přičemž Okun, Umbutu a bývalý americký prezident Thomas Whitmore, kteří prodělali telepatický kontakt s mimozemšťany, spatří vizi, v níž vidí zvláštní, neidetifikovatelný kulovitý objekt.
Neidetifikovatelná ohromná kulovitá loď, zcela odlišná od lodí vetřelců před dvaceti lety, se vynoří z červí díry blízko obranné stanice ESD na Měsíci. Levinston je přesvědčen, že se jedná o jinou mimozemskou rasu, kterou doposud neznají, a proto doporučuje, aby neútočili. Přesto však použijí ničivé energetické dělo vetřelců a kulovitou loď sestřelí, načež se zřítí do kráteru Van de Graaff. Kvůli tomu dva piloti z Měsíce, Jake Morrison (Liam Hemsworth) a Charlie Miller (Travis Tope) vyzvednou vesmírným tahačem Levinstona, Marceauxovou, Umbuta a amerického federálního pracovníka Floyda Rosenberga, načež zamíří k troskám neznámé lodi. Mezitím se však z hlubokého vesmíru objeví obrovská loď vetřelců, stejných vetřelců, jaké napadli Zemi před dvaceti lety, s 5000 kilometry v průměru. Během chvilky zničí celou obrannou síť děl kolem Země. Jake s ostatními seberou z trosek kulovité lodě zvláštní kontejner se symbolem kulovitého objektu, načež je zachytí gravitační pole obrovské mimozemské lodi. Od gravitace se odputají až nad Atlantikem, kde loď přistane, a společně odletí v tahači do Oblasti 51. Zjistí, že se loď začíná provrtávat do Zemského jádra, aby jej využila jako pohonnou hmotu, kvůli čemuž vyhubí všechen pozemský život.
Mezitím se Whitmore v Oblasti 51 zavře do cely s jedním z živých vetřelců, kteří se náhle probudili z dvacetiletého spánku. Všichni se prostředním Whitmora, kterého mimozemšťan využívá jako telepatický prostředek k řeči, dozví, že jedna z jejich královen velí zdejší invazi. Následně Whitmore upadne do bezvědomí, z něhož se později opět probere. Levinston má hypotézu, že pokud zabijí královnu, vetřelci přestanou vrtat a ustoupí. ESD zavelí letcům, mezi nimiž je i Jake a Charlie, pod velením Dylena Dubrow-Hillera, syna Stevena Hillera, aby vlétli do úseku mateřské lodě nad Atlantikem, ve které je královna. Avšak jedná se o past, proto všichni ztroskotají uvnitř mateřské lodě.
V Oblasti 51 Okun otevře mimozemský kontejner, díky čemuž uvolní velkou bílou kouli. Tu aktivují a zjistí, že se jedná o posledního člena velmi vyspělé rasy, která si svá vědomí přesunula do těchto kulovitých robotických těl. Dokáže mluvit lidskou řečí, podle níž se jedná o primitivní jazyk, díky čemuž se od ní dozví, že ony vetřelce nazývá „Sklízeči", a vede planetu plnou přeživších uprchlíků, jejichž rasy byly vlivem Sklízečů vyhubeny. Společně vedou odboj proti Sklízečům. Jelikož se Sklízeči této bílé sféry obávají, chtějí jí zničit a získat její vědomosti. Lidé se zavážou, že jí ukryjí. Avšak sféra nevědomky vysílá signál, který upoutá pozornost Sklízečů, kvůli čemuž se k Oblasti 51 začne přibližovat loď Sklízečů s královnou na palubě. Avšak lidé tento signál použijí jako návnadu, aby královnu přilákali do pasti.
V mateřské lodi Sklízečů se Dylen, Jake, Charlie a ostatní proberou, načež úspěšně ukradnou několik jejich stíhačů a odletí z lodě pryč. Mezitím se Whitmore, proti vůli své dcery, dobrovolně přihlásí na sebevražednou misi v jednom z vesmírných tahačů. Úspěšně vletí dovnitř přibližující se královniny lodi, kde odpálí zbraň na studenou fúzi, přičemž zemře. Loď sice exploduje, ale královna kvůli osobnímu silovému poli přežije. Několik stíhačů se pokusí královnu sestřelit, ale neúspěšně. Později se královna začne dobývat ke sféře, ale to jí stihne porazit Jake a ostatní ve stíhačích Sklízečů. Všichni Sklízeči ustoupí a mateřská loď přestane vrtat, načež odletí pryč. Okun všem řekne, že jim sféra nabídla, aby lidé vedli meziplanetární odboj proti Sklízečům. Velitelé souhlasí, přičemž to Okun komentuje slovy: „Pojďme mimozemšťanům nakopat jejich zadky."

## Obsazení
| Jeff Goldblum        | David Levinson                 |
| Bill Pullman         | prezident Whitmore             |
| Brent Spiner         | doktor Brakish Okun            |
| Liam Hemsworth       | Jake Morrison                  |
| Maika Monroe         | Patricia Whitmoreová           |
| Charlotte Gainsbourg | doktorka Catherine Marceauxová |
| Angelababy           | Rain                           |
| William Fichtner     | generál Adams                  |
| Judd Hirsch          | Julius Levinson                |
| Jessie Usher         | Dylan Hiller                   |
| Sela Ward            | prezidentka Lanfordová         |
| Vivica A. Fox        | Jasmine                        |
| Joey King            | Sam                            |
| Gbenga Akinnagbe     | agent Matthew Travis           |
| Ryan Cartwright      | Ryan Collins                   |
| Mckenna Grace        | Daisy                          |